# Hibbertia pedunculata
Hibbertia pedunculata är en tvåhjärtbladig växtart som beskrevs av Robert Brown och Dc. Hibbertia pedunculata ingår i släktet Hibbertia och familjen Dilleniaceae. Inga underarter finns listade i Catalogue of Life.